# 우즈베키스탄의 역사
우즈베키스탄의 역사는 우즈베키스탄의 역사에 대한 내용이다.

## 선사 시대
1938년에 A. 오클라드니코프는 우즈베키스탄 테시크-타시에서 8~11세 네안데르탈인 아이의 70,000년 된 두개골을 발견하였다.

## 중앙아시아의 역사 개요
중앙아시아를 차지한 최초의 민족은 기원전 600년 경 현재의 카자흐스탄 지역의 북부 초원지대에서 들어온 이란계 유목민들이었다. 이란 방언을 사용한 이 유목민들은 중앙아시아에 정착하여 이 지역의 강을 따라 드넓은 관개 시스템을 개발하기 시작했다. 당시 부하라와 사마르칸트 등의 도시들이 정부와 문화의 중심지로 등장하기 시작했다. 기원전 5세기까지 박트리아, 소그디아나, 토하라인 국가들은 이 지역을 지배하였다. 비단길을 통하여 비단 무역을 시작하면서 고대 중앙아시아 도시들은 무역의 중심지가 됨으로써 이 상업의 이득을 챙겼다. 중앙아시아의 도시와 정착지들의 광활한 네트워크를 이용하여 소그디아나의 중개인들은 가장 부유한 상인이 되었다. 이 실크로드의 무역을 통해 부하라와 사마르칸트는 부유한 도시들이 되었고 당시 중앙아시아는 가장 풍요롭고 강력한 지역의 하나가 되었다.

## 중앙아시아 문화
기원전 3600년전 최초 인도-유럽어족 청동기 문명인 얌나야 문화에서부터 중앙아시아에 아파나시에보 문화(Afanasevo culture)가 나타났으며 기원전 2500년 안드로노보 문화(Andronovo culture)가 나타났다. 쿠르간 가설의 쿠르간 분구묘를 볼 수 있다. 고대에 우즈베키스탄의 중앙아시아에는 그리스인들과 스키타이인들이 살았다. 고구려인들이 당나라와 대결하기 위해서 스키타이-소그드인과 동맹을 맺기 위해 중앙아시아-우즈베키스탄을 방문한 모습이 그려진 아프로시압 벽화가 유명하다.

## 우즈베키스탄 역사
유럽으로 진출하여 게르만족인 동고트족을 정복한 훈족은 중앙아시아인과 매우 밀접한 관계가 있는 것으로 알려져 있다. 이 중앙아시아의 아리안인들은 4세기에는 중앙아시아에서 기원한 사바르(Sabar, Sebir)  카간국이 유럽으로 진출하여 비잔틴과 대립하거나 동맹을 맺기도 하였다. 사바르는 발라크(Balak)왕의 통치하에 부국강병을 이루고 사산조와 협력하여 516년에는 비잔틴을 공격하였다. 비잔틴의 프로코피우스는 "사바르는 사람의 역사 이래 상상할 수 없는 무기를 가지고 있으며 이란과 로마가 가진 무기들도 이 무기에 비하면 보잘 것 없다" 라고 사바르인의 우수성에 대해 말하였다. 5세기에는 다시 중앙아시아 사람들이 유럽으로 진출하고 아바르 카간국은 슬라브인들을 정복하고 비잔틴 왕국과 대결을 하였다. 7~8세기에 중앙아시아에서 유럽으로 진출한 하자르 카간국은 모든 서, 남, 동 슬라브인들을 휘하에 두게 되고 하자르 카간국은 루스인들이 루스인의 최초 국가인 루스 카간국을 세우는데 매우 큰 영향을 끼쳤다. 이 중앙아시아의 투르크인들은 볼가 강(Volga River)을 건너 중동으로 진출하여 이슬람교를 받아들이고 셀주크 투르크 제국을 건설하였으며 중세에는 오스만 투르크 제국을 건설하였다.
투르크계인 우즈베크인들은 15세기부터 우즈베키스탄으로 이동하였다. 16세기 초, 무함마드 샤이바니 때에 크게 팽창하여 카자흐족과 모굴리스탄 칸국을 격파하고 티무르 왕조를 멸망시켜 트란스옥시아나(현 우즈베키스탄 일대)를 장악했으며 호라산 일대까지 진출했다. 1510년, 샤이바니 칸이 사파비 왕조와의 마르브 전투에서 패하여 영토 확장이 중단된 이후 우즈베크인은 중앙아시아 일대에 정착하여 안나프루에는 부하라 칸국 호라즘에는 히바 칸국을 세웠으며 페르가나에는 코칸트 칸국이 건국되어 부하라 칸국, 히바 칸국, 코칸드 칸국의 우즈베크의 세 칸국이 건국되었다. 1920년에 소련에 합병되어 소련 연방에 있었다.
우즈베키스탄은 1991년 8월 31일에 독립 선언과 함께 독립하였고 독립국가연합(CIS)에 가입하였다.

## 같이 보기
- 박트리아
- 사마르칸트
- 소련의 붕괴
- 아시아의 역사
- 중앙아시아의 역사
- 소련의 역사
- 소비에트 중앙아시아
- 우즈베키스탄
- 우즈베크 소비에트 사회주의 공화국
- 튀르크족의 이주

## 참고 문헌
- Curtis, Glenn E., editor. A Country Study: Uzbekistan. Library of Congress Federal Research Division (March 1996). This article incorporates text from this source, which is in the public domain.